# Different World (singel Iron Maiden)
Different World – singel zespołu heavymetalowego Iron Maiden. Promuje album A Matter of Life and Death. Jego autorami są Adrian Smith oraz Steve Harris. „Different World” jest jedynym utworem na płycie utrzymanym w stylu wypracowanym przez zespół w latach osiemdziesiątych. Jest też jedynym utworem niepasującym do progresywnej konwencji albumu, na którym dominują długie i bardzo skomplikowane utwory. Z drugiej strony jednak sprawdza się jako szybki i mocny numer na otwarcie albumu.

Gdy utwór został skończony i posłuchaliśmy go, pomyśleliśmy: Thin Lizzy!. Okazało się, że linia wokalna jest trochę pod Phila Lynotta.(...) Od razu wiedziałem, że będzie to dobra rzecz na singel.

## Lista utworów

### Wydanie amerykańskie CD
1. „Different World” (Adrian Smith, Steve Harris) – 4:15
2. „Hallowed Be Thy Name (Radio 1 ‘Legends’ Session)” (Steve Harris) – 7:13
3. „The Trooper (Radio 1 ‘Legends’ Session)” (Steve Harris) – 3:56

### Wydanie cyfrowe
Ścieżka „Different World” została nagrana w Aalborgu 9 listopada 2006. Wywiad z liderem Iron Maiden był dostępny jedynie w przypadku złożenia przed 26 grudnia 2006 zamówienia na oficjalnej stronie grupy.
1. „Different World (live)” (Adrian Smith, Steve Harris) – 4:15
2. Wywiad ze Steve’em Harrisem nt. albumu A Matter of Life and Death – 10:38

### Wydanie europejskie CD
Utwór „Iron Maiden” (ang. żelazna dziewica) pochodzi pierwotnie z albumu o tym samym tytule. Nagranie zostało wykonane w Kopenhadze 10 listopada 2006.
1. „Different World” (Adrian Smith, Steve Harris) – 4:15
2. „Iron Maiden (live)” (Steve Harris) – 5:40

### Wydanie europejskie DVD
„The Reincarnation of Benjamin Breeg” (ang. reinkarnacja Benjamina Breega) został także wydany jako singel. Wersja z wydania DVD pochodzi z Kopenhagi z 10 listopada 2006. Utwór „Hocus Pocus” to cover piosenki zespołu Focus z ich płyty Moving Waves. Aranżacja ma dość żartobliwy charakter – funkcję wokalisty przejął perkusista Nicko McBrain.
1. „Different World” (Adrian Smith, Steve Harris) – 4:15
2. „The Reincarnation of Benjamin Breeg (live)” (Dave Murray, Steve Harris) – 7:44
3. „Hocus Pocus” (Thijs van Leer, Jan Akkerman) – 5:33

### Wydanie europejskie na siedmiocalowej płycie obrazkowej
„Fear of the Dark” (ang. lęk przed ciemnością) został nagrany 10 listopada 2006 w Kopenhadze.
1. „Different World” (Adrian Smith, Steve Harris) – 4:15
2. „Fear of the Dark (live)” (Steve Harris) – 7:45

## Twórcy
- Bruce Dickinson – śpiew
- Dave Murray – gitara
- Adrian Smith – gitara, podkład wokalny
- Janick Gers – gitara, podkład wokalny
- Steve Harris – gitara basowa, podkład wokalny
- Nicko McBrain – perkusja, śpiew (tylko „Hocus Pocus”)